# Eva Karlsson
Eva Karlsson   (Karlskoga, 21 de setembre de 1961) és una piragüista sueca, especialista en aigües tranquil·les, que va competir durant la dècada de 1980. Està casada amb el també piragüista Thomas Ohlsson.
El 1984 va prendre part en els Jocs Olímpics d'Estiu de Los Angeles, on, formant equip amb Agneta Andersson, Anna Olsson i Susanne Wiberg, guanyà la medalla de plata en la prova del K-4, 500 metres del programa de piragüisme.
En el seu palmarès també destaca una medalla de bronze al Campionat del Món de piragüisme en aigües tranquil·les de 1981.